# Đảng Trung lập Khmer
Đảng Trung lập Khmer là một đảng phái chính trị của Campuchia do Bou Hel và Ty Chhin thành lập vào năm 1993.

## Tư tưởng chính trị
Đảng Trung lập Khmer tin tưởng vào việc thúc đẩy một "hệ thống chính trị đa nguyên", đó là một vị trí chính trị ôn hòa, nơi có dân chủ để mọi người bày tỏ quan điểm chính trị của họ như nhau. Ngoài ra còn có sự kết hợp tư tưởng của cánh hữu và cánh tả mà người dân Campuchia được bảo vệ bằng cách thực hiện các kế hoạch quân sự, bảo vệ biên giới và kế hoạch kinh tế của Campuchia trở nên hùng cường hơn trong khi tự bảo vệ tránh khỏi sự xâm lược từ bên ngoài nghĩa là chủ nghĩa đế quốc. Đảng cũng ủng hộ chủ nghĩa tự do kể từ khi họ tin tưởng vào sự chống đối chính thể chuyên chế và chế độ diệt chủng cũng như "tự do và dân chủ".

## Hoạt động chính trị
Đảng còn có một phó chủ tịch được gọi là Sok Dyvathann luôn bận rộn "tuyển mộ các thành viên" và "tổ chức cấu trúc đảng." Đảng Trung lập Khmer đã giành "1,3%" phiếu bầu sau Đảng Dân chủ Tự do với "1,5%" phiếu bầu trong cuộc bầu cử Campuchia 1993. Đồng thời họ cũng xây dựng trụ sở đảng "cấp tỉnh đầu tiên" của mình là một "văn phòng tại Kompang Chhnang."